# Remember you
『Remember you』（リメンバー・ユー）は、日本の歌手・浜崎あゆみの18枚目のオリジナル・アルバム。2023年1月25日にavex traxより発売された。

## 解説
CDアルバムとしてのリリースはベストアルバム『A BALLADS 2』から2年ぶり、フルアルバム自体としては前作『M(A)DE IN JAPAN』以来、およそ約6年6か月ぶりのリリースとなる。また、2019年5月1日より元号が平成から令和へ変わってからは初のスタジオ・アルバムとなった。
今作は「CD+DVD」「CD+Blu-ray」「CD」の3形態による発売。さらに、ファンクラブ「TeamAyu」限定盤として「CD+2DVD」「CD+2Blu-ray」の計5形態でリリース。DVDとBlu-rayには収録シングルのミュージック・ビデオとメイキング映像で構成をし、ファンクラブ限定盤には『a-nation online 2020』の模様を完全収録されている。
リリースに先駆けて、アルバム収録曲「(NOT) Remember you」が同年1月1日（元日）に先行配信された。
アルバム収録曲「Remember you」は、2023年12月27日Asian Pop Music Awardsにて最優秀海外作詞家賞を受賞した。
また、本アルバムは、2023年12月27日Asian Pop Music Awards海外アルバムトップ20にも選ばれた。

## チャート成績
本作のリリースにより、女性アーティストによるアルバムTOP10入り獲得作品数1位となり、
松任谷由実、松田聖子の記録を越え女性アーティスト歴代単独1位となる。

## リリース経緯
2022年
- 04/06 本アルバムを同年秋にリリースする旨を同日開催の記念ライヴ『ayumi hamasaki ASIA TOUR 〜24th Anniversary special@PIA ARENA MM〜』の本編終了後において、サプライズで告知された[3][4][5][6]。
- 12/23 本作のジャケットビジュアルや収録曲、その他の全容を発表。

## 収録曲
| 全作詞: ayumi hamasaki（#6、#9、#10、#13は除く / #9、作詞: Yumi Matsutoya）。 |                                                                  |                                                                       |                  |                                 |      |
| #                                                                             | タイトル                                                         | 作詞                                                                  | 作曲             | 編曲                            | 時間 |
| 1.                                                                            | 「Nonfiction」                                                   | ayumi hamasaki （#6、#9、#10、#13は除く / #9、作詞: Yumi Matsutoya ） | Hisashi Koyama   | tasuku                          | 3:48 |
| 2.                                                                            | 「(NOT) Remember you」                                           | ayumi hamasaki （#6、#9、#10、#13は除く / #9、作詞: Yumi Matsutoya ） | Hajime Kato      | Yuta Nakano                     | 3:42 |
| 3.                                                                            | 「Dreamed a Dream」                                              | ayumi hamasaki （#6、#9、#10、#13は除く / #9、作詞: Yumi Matsutoya ） | Tetsuya Komuro   | Yuta Nakano                     | 4:32 |
| 4.                                                                            | 「23rd Monster」                                                 | ayumi hamasaki （#6、#9、#10、#13は除く / #9、作詞: Yumi Matsutoya ） | Kazuhiro Hara    | Takehito Shimizu & Atsushi Sato | 3:46 |
| 5.                                                                            | 「Summer Again」                                                 | ayumi hamasaki （#6、#9、#10、#13は除く / #9、作詞: Yumi Matsutoya ） | Hajime Kato      | tasuku                          | 4:00 |
| 6.                                                                            | 「ray of truth」                                                 | ayumi hamasaki （#6、#9、#10、#13は除く / #9、作詞: Yumi Matsutoya ） | Yuta Nakano      | Yuta Nakano                     | 1:35 |
| 7.                                                                            | 「Remember you」                                                 | ayumi hamasaki （#6、#9、#10、#13は除く / #9、作詞: Yumi Matsutoya ） | Tetsuya Yukumi   | Yuta Nakano                     | 4:23 |
| 8.                                                                            | 「オヒアの木」                                                   | ayumi hamasaki （#6、#9、#10、#13は除く / #9、作詞: Yumi Matsutoya ） | Kazuhito Kikuchi | Yuta Nakano                     | 4:36 |
| 9.                                                                            | 「春よ、来い」                                                   | ayumi hamasaki （#6、#9、#10、#13は除く / #9、作詞: Yumi Matsutoya ） | Yumi Matsutoya   | Yuta Nakano                     | 5:02 |
| 10.                                                                           | 「taskinson」                                                    | ayumi hamasaki （#6、#9、#10、#13は除く / #9、作詞: Yumi Matsutoya ） | tasuku           | tasuku                          | 1:57 |
| 11.                                                                           | 「MASK」                                                         | ayumi hamasaki （#6、#9、#10、#13は除く / #9、作詞: Yumi Matsutoya ） | Tetsuya Komuro   | Tetsuya Komuro                  | 4:27 |
| 12.                                                                           | 「VIBEES」                                                       | ayumi hamasaki （#6、#9、#10、#13は除く / #9、作詞: Yumi Matsutoya ） | Hajime Kato      | tasuku                          | 3:16 |
| 13.                                                                           | 「Nonfiction (Yohanne Simon remix)」(Remixed by : Yohanne Simon) | ayumi hamasaki （#6、#9、#10、#13は除く / #9、作詞: Yumi Matsutoya ） |                  |                                 | 4:22 |
| 14.                                                                           | 「Just the way you are」                                         | ayumi hamasaki （#6、#9、#10、#13は除く / #9、作詞: Yumi Matsutoya ） | Kazuhiro Hara    | Yuta Nakano                     |      |
| 合計時間:                                                                     | 合計時間:                                                        | 合計時間:                                                             | 合計時間:        | 49:26                           |      |

| #   | タイトル                         | 作詞 | 作曲・編曲 |
| --- | -------------------------------- | ---- | ---------- |
| 1.  | 「 オヒアの木」(video clip)      |      |            |
| 2.  | 「 Dreamed a Dream」(video clip) |      |            |
| 3.  | 「 23rd Monster」(video clip)    |      |            |
| 4.  | 「 春よ、来い」(video clip)      |      |            |
| 5.  | 「 Nonfiction」(video clip)      |      |            |
| 6.  | 「 Summer Again」(video clip)    |      |            |
| 7.  | 「 MASK」(video clip)            |      |            |
| 8.  | 「オヒアの木」(making clip)      |      |            |
| 9.  | 「Dreamed a Dream」(making clip) |      |            |
| 10. | 「23rd Monster」(making clip)    |      |            |
| 11. | 「春よ、来い」(making clip)      |      |            |
| 12. | 「Nonfiction」(making clip)      |      |            |
| 13. | 「Summer Again」(making clip)    |      |            |
| 14. | 「MASK」(making clip)            |      |            |

### ファンクラブ「TeamAyu」限定盤
| #   | タイトル | 作詞 | 作曲・編曲 |
| --- | --- | ---- | ---------- |
| 0.  | 「Opening Movie」(Directed by くっきー! (野性爆弾))                                                                             |      |            |
| 1.  | 「Dreamed a Dream」 |      |            |
| 2.  | 「Startin'」 |      |            |
| 3.  | 「Jump!」 |      |            |
| 4.  | 「GET IN GEAR!」 |      |            |
| 5.  | 「vogue」 |      |            |
| 6.  | 「Far away」 |      |            |
| 7.  | 「SEASONS」 |      |            |
| 8.  | 「ayu-mi-x Mega Mix -a-nation 2020-」(メドレー: Greatful days ～ glitter ～ independent ～ Sunrise ～LOVE is ALL～ ～ You & Me) |      |            |
| 9.  | 「BLUE BIRD」 |      |            |
| 10. | 「July 1st」 |      |            |

## 楽曲解説
※ は、初フィジカル（CD）化。
1. Nonfiction ※
配信限定シングル。
2. (NOT)Remember you
3. Dreamed a Dream
配信限定シングル。
4. 23rd Monster ※
配信限定シングル。
5. Summer Again ※
配信限定シングル。
6. ray of truth
インストゥルメンタル曲。
7. Remember you
アルバム表題曲。
8. オヒアの木
配信限定シングル。
バラードベスト・アルバム『A BALLADS 2』にも収録。
9. 春よ、来い
配信限定シングル。
1994年に発表した松任谷由実の楽曲をカバー。
バラードベスト・アルバム『A BALLADS 2』にも収録。
10. taskinson
インストゥルメンタル曲。
11. MASK ※
配信限定シングル。
12. VIBEES
13. Nonfiction (Yohanne Simon remix)
配信限定シングル「Nonfiction」のリミックスバージョン。
オリジナル・アルバムに同音源のリミックスバージョンが収録されるのは、1999年リリースの2ndアルバム『LOVEppears』収録の「WHATEVER "Dub's 1999 club Remix"」以来24年ぶりとなる。
14. Just the way you are
自身のYouTube公式アカウントにおいて公開された動画には、お笑い芸人の熊元プロレス（紅しょうが）が出演をしている。内容は街を歩きながら曲を歌っているもの。
上述の動画は以前、熊元がTwitter（現・X）においてツイートした「ものまね動画」を投稿し、浜崎が当該動画を視聴しリアクションした事がきっかけで、今回の企画に至ったとされる。

## タイアップ
MASK
RHYTHM「R-FACE BFTパック」CMソング

## 収録ライブ映像 (シングル曲除く)
- (NOT) Remember you
  - 『ayumi hamasaki COUNTDOWN LIVE 2022-2023 A ～Remember you～』(ayumi hamasaki 25th Anniversary LIVE)
- VIBEES
  - 『ayumi hamasaki 25th Anniversary LIVE』
- Just the way you are
  - 『ayumi hamasaki 25th Anniversary LIVE』